# Sympycnus albinotatus
Sympycnus albinotatus är en tvåvingeart som beskrevs av Octave Parent 1933. Sympycnus albinotatus ingår i släktet Sympycnus och familjen styltflugor. Inga underarter finns listade i Catalogue of Life.